# Eeuw

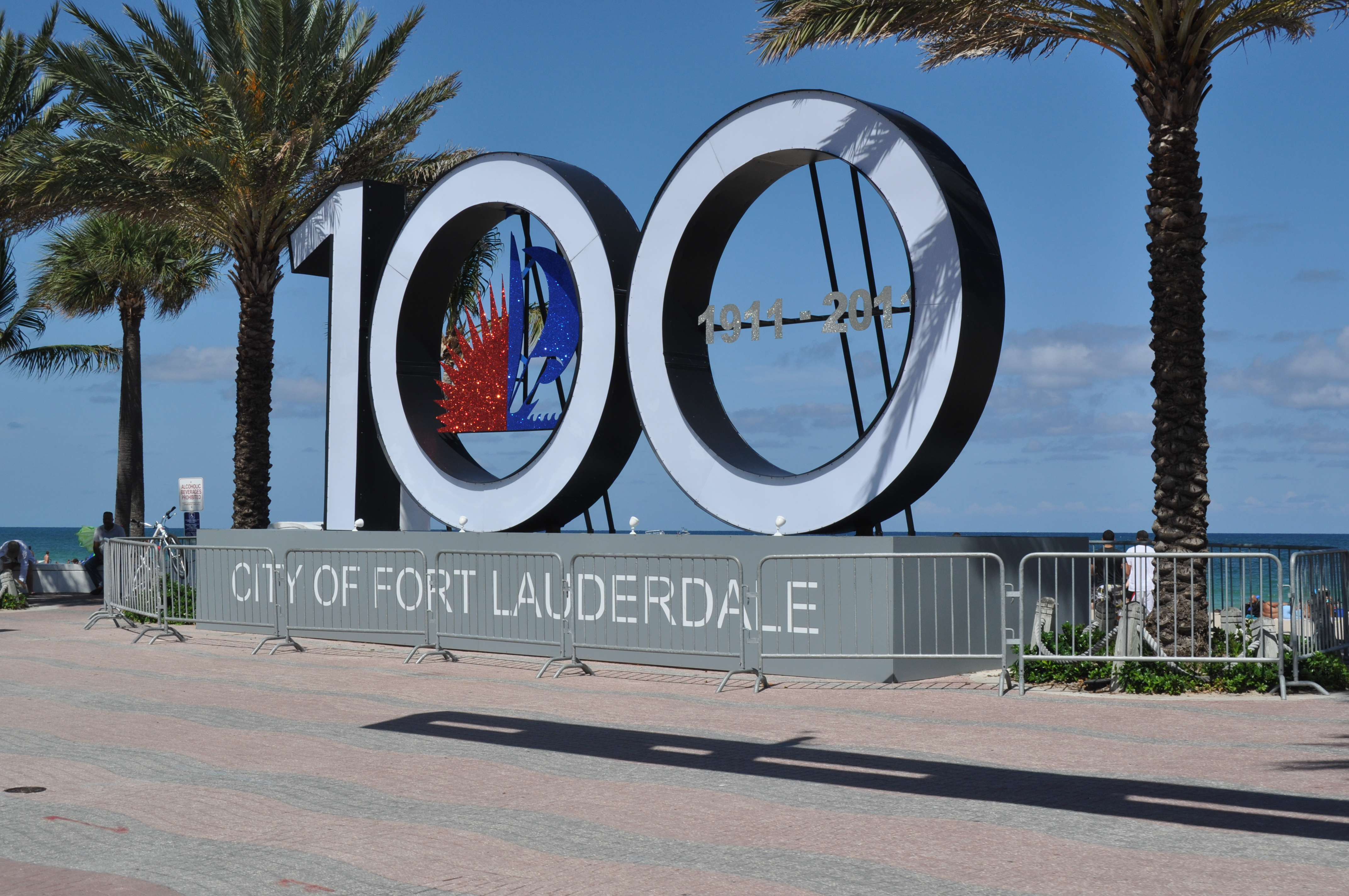
Viering honderdjarig bestaan van een stad

Een eeuw of centennium is een aaneengesloten periode van honderd jaar. Zo was het op 18 juni 1915 bijvoorbeeld precies een eeuw geleden dat de Slag bij Waterloo plaatsvond. In een meer specifieke betekenis is een eeuw een van de perioden van honderd jaren waarin de jaartelling de tijd regelmatig indeelt. 

## Indeling van de tijd in eeuwen
Een jaartelling begint met de eerste eeuw, gevolgd door de tweede eeuw en zo verder. De eerste eeuw bestaat uit de eerste honderd jaren, en begint met het jaar 1 en eindigt als er 100 jaren voorbij zijn, dus met het jaar 100. De tweede eeuw begint met het jaar 101 en eindigt met het jaar 200. Elke volgende eeuw begint met een jaartal dat eindigt op 01 en eindigt met een jaartal dat door 100 deelbaar is, dus met een jaartal eindigend op 00. Voor de momenteel meest gebruikte jaartelling geldt dat de Tweede Wereldoorlog plaatsvond in de 20e eeuw; de eenentwintigste eeuw bestaat uit de jaren 2001 t/m 2100.
Hoewel de Gregoriaanse kalender toen nog niet bestond, bestaat de eerste eeuw – dus de eerste 100 jaren – uit de jaren 1 tot en met 100. Er is dus geen jaar 0. De internationale norm ISO 8601 gebruikt de proleptische gregoriaanse kalender en kent weliswaar een jaartal 0000, maar dat is het jaar 1 v.Chr., dus het jaar voor het jaar 1.

## Begin van een eeuw
In de strikte betekenis begint de eerste eeuw met het jaar 1. Voor veel mensen lijkt een nieuwe periode aan te breken als een jaar begint waarvan het jaartal eindigt op 00, zoals 2000. Zij gaan ervan uit dat een nieuwe eeuw begint bij het aanbreken van zo'n jaartal. De twintigste eeuw zou dan duren van 1900 t/m 1999. Het is ook het thema van de millenniumvergissing. 
Ook de internationale norm ISO 8601 laat een eeuw beginnen met een zogenaamd eeuwjaar, een jaar met een jaartal dat deelbaar is door 100. De periode 1900 t/m 1999 (de jaartallen van vier cijfers die beginnen met 19) vormen een eeuw, en wel de 20e. Uitdrukkingen als "de jaren tachtig" en vollediger "de jaren 1980" voor de periode 1980 t/m 1989 passen goed in dit systeem: een eeuw bestaat zo uit tien gehele decennia van dit type (hiërarchische indeling van perioden). 
Het onderstaande diagram geeft het verschil aan tussen de strikte telling en de telling conform ISO 8601. 
| Jaar     | 3 v.Chr.       | 2 v.Chr.       | 1 v.Chr.       | 1       | 2       | ...     | 99      | 100     | 101     | 102     | ...     | 199     | 200     | 201     | 202     | ... | 1899     | 1900     | 1901     | 1902     | ...      | 1999     | 2000     | 2001     | 2002     | ...      | 2099     | 2100     | 2101     | 2102     | ... |
| -------- | -------------- | -------------- | -------------- | ------- | ------- | ------- | ------- | ------- | ------- | ------- | ------- | ------- | ------- | ------- | ------- | --- | -------- | -------- | -------- | -------- | -------- | -------- | -------- | -------- | -------- | -------- | -------- | -------- | -------- | -------- | --- |
| Strikt   | 1e eeuw v.Chr. | 1e eeuw v.Chr. | 1e eeuw v.Chr. | 1e eeuw | 1e eeuw | 1e eeuw | 1e eeuw | 1e eeuw | 2e eeuw | 2e eeuw | 2e eeuw | 2e eeuw | 2e eeuw | 3e eeuw | 3e eeuw | ... | 19e eeuw | 19e eeuw | 20e eeuw | 20e eeuw | 20e eeuw | 20e eeuw | 20e eeuw | 21e eeuw | 21e eeuw | 21e eeuw | 21e eeuw | 21e eeuw | 22e eeuw | 22e eeuw | ... |
| ISO 8601 | 1e eeuw v.Chr. | 1e eeuw v.Chr. | 1e eeuw        | 1e eeuw | 1e eeuw | 1e eeuw | 1e eeuw | 2e eeuw | 2e eeuw | 2e eeuw | 2e eeuw | 2e eeuw | 3e eeuw | 3e eeuw | 3e eeuw | ... | 19e eeuw | 20e eeuw | 20e eeuw | 20e eeuw | 20e eeuw | 20e eeuw | 21e eeuw | 21e eeuw | 21e eeuw | 21e eeuw | 21e eeuw | 22e eeuw | 22e eeuw | 22e eeuw | ... |

## Eeuw als lange periode
De term 'eeuw' wordt ook gebruikt om perioden van ruwweg 100 jaar aan te duiden, of in het algemeen langere perioden.
- de middeleeuwen
- de Gouden Eeuw
- de Eeuw van de Rede (de Verlichting)
- De eeuw van mijn vader van Geert Mak

## Eenheden in andere kalendersystemen
Naast de gregoriaanse kalender hebben ook de juliaanse kalender en de hindoekalender jaarcycli die gebruikt worden om tijdperiodes aan te geven. In de hindoekalender worden jaren in groepen van 60 samengebracht.

## Eeuwfeest
Een eeuwfeest of eeuwgetijde is de herdenking van een gebeurtenis die een geheel aantal eeuwen geleden heeft plaatsgevonden. Het eventuele rangnummer geeft het aantal eeuwen aan, niet noodzakelijk het aantal daadwerkelijk gehouden herdenkingen.

## Varia
Het woord centennium vindt zijn oorsprong in het Latijn. Het Latijnse woord centum betekent honderd, samen met het Latijnse woord annus dat jaar betekent. Het is voor het eerst gebruikt door Augustus Bozzi Granville (1783-1872), een Italiaans arts en schrijver.